# Мара, Валерия Анатольевна
Валерия Анатольевна Мара (укр. Валерія Анатоліївна Мара; род. 22 февраля 1983) — украинская и российская легкоатлетка. Мастер спорта международного класса. Представляла общество «Динамо». Действующая рекордсменка Крыма в беге на 3000 метров с препятствиями.
Лёгкой атлетикой занималась под руководством Светланы Селицкой и Алексея Дубовика. На легкоатлетических турнирах выступала с 2001 по 2022 год. Участница молодёжных чемпионатов Европы 2003 и 2005 годов. Выступала на Кубке европейской суперлиги 2005 года и командном чемпионате Европы 2011 года. Валерия Мара 18 раз становилась призёршей чемпионата Украины по лёгкой атлетике (9 золотых, 4 серебряных, 5 бронзовых медалей).
После присоединения Крыма к Российской Федерации приняла решение выступать под российским флагом. На российских соревнованиях становилась призёром Кубка России и Мемориала братьев Знаменских.
Трижды включалась в число лучших легкоатлетов Крыма (2015, 2016, 2018)

## Достижения
Чемпионат Украины по лёгкой атлетике (18 медалей):
- Золото на 3000 м с препятствиями (8): 2004 (лето), 2005 (зима), 2006 (зима), 2008 (зима), 2009 (зима), 2009 (лето), 2010 (лето), 2013 (лето)
- Серебро на 3000 м с препятствиями (4): 2005 (лето), 2008 (лето), 2011 (лето), 2013 (зима)
- Бронза на 3000 м с препятствиями (2): 2003 (лето), 2012 (лето)
- Золото на 2000 м с препятствиями (1): 2004 (зима)
- Бронза на 3000 м (3): 2006 (зима), 2008 (зима), 2009 (зима)

Кубок России по лёгкой атлетике (2 медали):
- Золото на 3000 м с препятствиями: 2015
- Бронза на 3000 м с препятствиями: 2017

Мемориал братьев Знаменских (1 медаль):
- Бронза на 3000 м с препятствиями с препятствиями: 2015